# تی‌فلاوین
تی‌فلاوین (به انگلیسی: Theaflavin) با فرمول شیمیایی C۲۹H۲۴O۱۲ یک ترکیب شیمیایی با شناسه پاب‌کم ۱۱۴۷۷۷ است. که جرم مولی آن ۵۶۴٫۴۹ g/mol می‌باشد. 